# Districte de Funhalouro
El Districte de Funhalouro és un districte de Moçambic, situat a la província d'Inhambane. Té una superfície 15.678 kilòmetres quadrats. En 2007 comptava amb una població de 37.925 habitants. Limita al nord-est amb el districte d'Inhassoro, a l'est amb els districtes de Massinga, Morrumbene i Homoíne, al sud amb el districte de Panda, a l'oest amb el districte de Chigubo de la província de Gaza i al nord-oest i nord pel districte de Mabote.

## Divisió administrativa
El districte està dividit en dos postos administrativos (Funhalouro e Tome), compostos per les següents localitats:
- Posto Administrativo de Funhalouro:
  - Manhiça
  - Mavume
  - Mucuhuine
- Posto Administrativo de Tome:
  - Tome
  - Tsenane